# 科爾狼綿鳚
科爾狼綿鳚，為輻鰭魚綱鱸形目绵鳚亞目绵鳚科的其中一種，分布於東太平洋區，從美國阿拉斯加州至加州海域，屬底棲性魚類，棲息深度在水深73至620公尺，本魚尾鰭圓，胸鰭及臀鰭相連至尾部； 胸鰭大，腹鰭很小。體背及體側褐色到藍色，腹部顏色較淡，背鰭軟條105至108枚；臀鰭軟條89至93枚，喜砂泥底質海域，體長可達50公分。

## 扩展阅读
維基物種上的相關：科爾狼綿鳚